# هال مور
هال مور (انگلیسی: Hal Mohr زاده ۲ اوت ۱۸۹۴ - درگذشته ۱۰ مه ۱۹۷۴) یک فیلمبردار آمریکایی در سینمای هالیوود بود که برنده جایزه اسکار بهترین فیلمبرداری سال‌های ۱۹۳۵ و ۱۹۴۳ شد

## بخشی از فیلمشناسی
- گنجشک‌ها (فیلم ۱۹۲۶) (۱۹۲۶)
- خواننده جاز (۱۹۲۷)
- کشتی نوح (۱۹۲۸)
- سلطان جاز (۱۹۳۰)
- قانون عمومی (فیلم) (۱۹۳۱)
- شوهر جنگاور (۱۹۳۳)
- کاپیتان بلاد (۱۹۳۵)
- رویای نیمه شب تابستان (۱۹۳۵) برنده جایزه اسکار بهترین فیلمبرداری
- مردگان متحرک (فیلم ۱۹۳۶) (۱۹۳۶)
- ریو (فیلم ۱۹۳۹) (۱۹۳۹)
- دستری دوباره می‌راند (۱۹۳۹)
- شبح اپرا (۱۹۴۳)
- تماشای راین (۱۹۴۳)
- وحشی (۱۹۵۳)
- ردیف متهمان (۱۹۵۸)